# Condado de Oldham (Kentucky)
El condado de Oldham (en inglés: Oldham County), fundado en 1824, es uno de 120 condados del estado estadounidense de Kentucky. En el año 2007, el condado tenía una población de 55,935 habitantes y una densidad poblacional de 94 personas por km². La sede del condado es Booneville.

## Geografía
Según la Oficina del Censo, el condado tiene un área total de 510 km² (196,9 mi²), de la cual 490 km² (189,2 mi²) es tierra y 18 km² (6,9 mi²) (3.74%) es agua.

### Condados adyacentes
- Condado de Clark (Indiana) (noroeste)
- Condado de Trimble (noreste)
- Condado de Henry (este)
- Condado de Shelby (sureste)
- Condado de Franklin (suroeste)
- Condado de Jefferson (suroeste)

## Demografía
Según la Oficina del Censo en 2005, los ingresos medios por hogar en el condado eran de $70,171, y los ingresos medios por familia eran $70,495. Los hombres tenían unos ingresos medios de $46,962 frente a los $28,985 para las mujeres. La renta per cápita para el condado era de $25,374. Alrededor del 4.10% de la población estaban por debajo del umbral de pobreza.

## Localidades
| - Ballardsville - Brownsboro - Buckner - Centerfield - Crestwood | - Floydsburg - Goshen - La Grange - Orchard Grass Hills - Park Lake | - Pewee Valley - Prospect - River Bluff - Westport |